# Regner Sixtinus

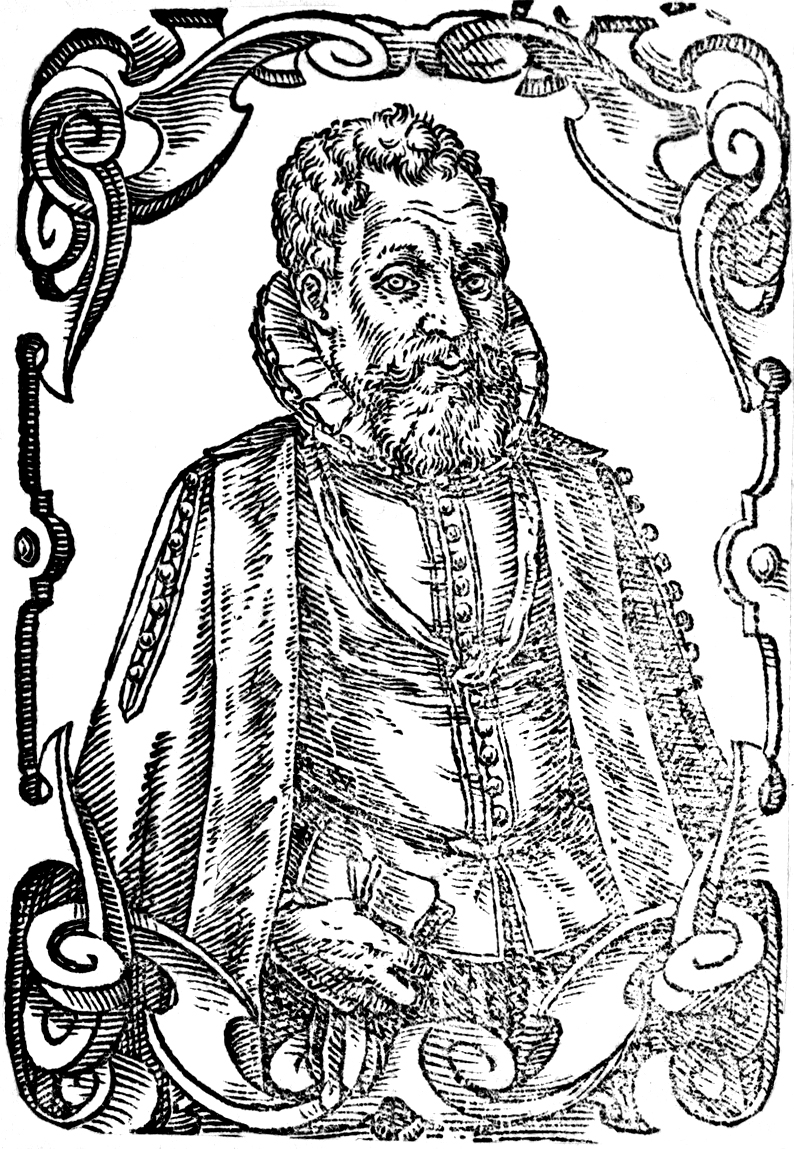
Regner Sixtinus

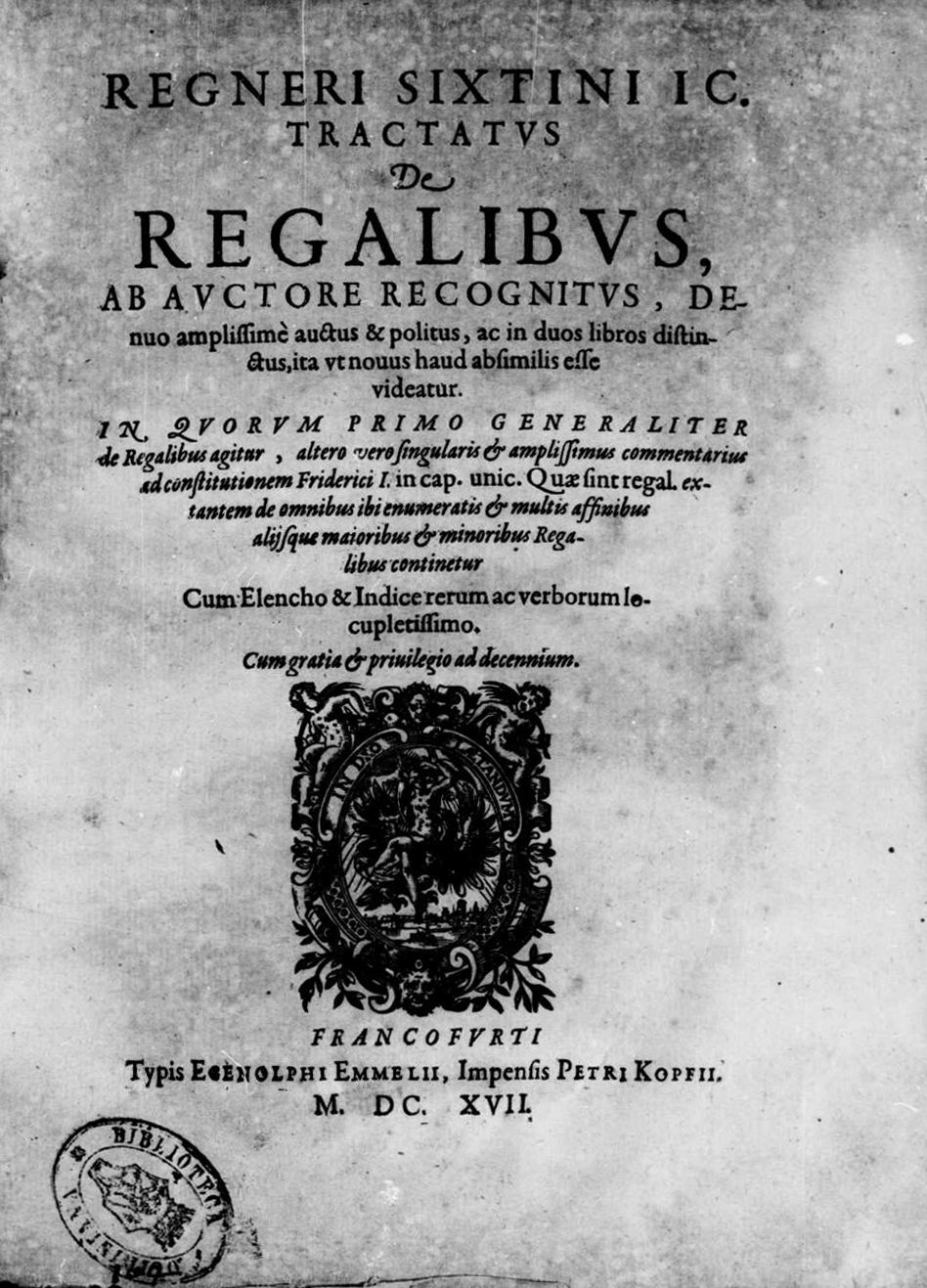
De regalibus, 1617

Regner Sixtinus (auch Regnerus oder Reinerus, * 1543 in Leeuwarden; † 11. Mai 1617 in Kassel) war ein aus Friesland stammender Rechtsgelehrter, der in Hessen Professor, Universitätsrektor, Richter, Gesandter und Geheimer Rat wurde.

## Leben
Sixtinus wurde als Sohn des Nicolaus Sixtinus und dessen Ehefrau Wytske Hettema in Leeuwarden geboren; sein Großvater Albert war der Bruder des Johann Sixtinus, der 1519 als geachteter Jurist und Kanoniker in England verstorben war. Regner besuchte zunächst die Schule in Leeuwarden und dann die Lateinschule im benachbarten Boalsert. Mit Hilfe eines von seinem Großonkel hinterlassenen Vermächtnisses ging er zum Studium der Rechtswissenschaften an die damals herausragende Rechtsfakultät in Bourges, wo er Hörer von Éguiner-François Baron (1495–1550), Jacques Cujas (1522–1590), François Baudouin (1520–1573), Hugues Doneau (1527–1591) und François Douaren (1509–1559) war. Im Jahre 1565, im Alter von 22 Jahren, erlangte er an der Universität Orléans die Doktorwürde der Jurisprudenz. Aus religiösen Gründen ging der überzeugte Calvinist dann nicht zurück in die Niederlande, wo die Inquisition grassierte und die Verurteilungen wegen Ketzerei drastisch zunahmen, sondern nach Speyer, wo er sich als Praktikant am Reichskammergericht mit dem dortigen Rechtsverfahren vertraut machte.
Drei Jahre später, am 15. Oktober 1568, wurde er Außerordentlicher Professor und noch im gleichen Jahr Ordinarius an der Universität Marburg, wo er bis 1591 lehrte. Schon im Jahre 1573 berief ihn Landgraf Wilhelm IV. von Hessen-Kassel zu seinem Advokaten, Rat und „Diener von Haus aus“, und 1576 war er Deputierter für die Universität Marburg auf dem Landtag in Treysa. Am 23. April 1579 wurde er Rat aller vier hessischen Landgrafen und als solcher zum Rat und Beisitzer (Richter) am Samtgericht der hessischen Landgrafschaften in Marburg berufen. Am 23. August 1580 wurde er unter den beiden Landgrafen Wilhelm IV. von Hessen-Kassel und Ludwig IV. von Hessen-Marburg zum „Primarius“ der Juristischen Fakultät in Marburg ernannt und im akademischen Jahr 1580/81 war er Rektor der Universität. Ab 20. Februar 1581 war er auch Rat und Diener von Haus aus des Marburger Landgrafen Ludwig IV., und 1586 war er hessischer Vertreter auf dem Reichsdeputationstag zu Worms.
Da seine religiösen Ansichten nicht mit denen der lutherischen Marburger Prediger in Einklang standen und er deshalb ernsthafte Schwierigkeiten befürchtete, reichte er am 22. Juni 1590 sein Entlassungsgesuch ein und schied am 10. Mai 1591 aus dem akademischen Senat in Marburg aus. Er reiste im gleichen Jahr noch einmal als hessischer Gesandter nach Dänemark, zog danach aber nach Frankfurt am Main, wo er Stadtschreiber (Kanzleivorsteher) und Syndicus wurde.
1593 berief ihn der calvinistisch gesinnte Landgraf Moritz von Hessen-Kassel an seinen Hof, und von 1594 bis zu seinem Tod lebte Sixtinus – Berufungen auf Lehrstühle in Groningen, Rostock u. a. ausschlagend – als Mitglied des Geheimen Rates in Kassel. Dort war er 1597 auch Mitglied der Kommission, die zur Ausarbeitung des hessischen Landrechts mit Gerichtsverfassung einberufen wurde, und 1604/05 war er einer der Hessen-Kasseler Räte, die für Moritz mit dem Landgrafen Ludwig V. von Hessen-Darmstadt und dessen Brüdern Philipp und Friedrich wegen des Testaments des Marburger Landgrafen Ludwig IV. und der darin verordneten Teilung der Landgrafschaft Hessen-Marburg verhandelten.

## Schriften
Er war, wie Dominicus Arumaeus († 1637) in Jena, einer der entscheidenden Wegbereiter bei der Etablierung der Disziplin des Öffentlichen Rechts im deutschen Sprachraum und einer eigenständigen deutschen Staatsrechtslehre. Er wandte sich konsequent ab von der scholastischen und hin zur humanistischen Jurisprudenz. Er und sein Marburger Kollege Hermann Kirchner (1562–1620) bereiteten die im Konzept der Dualen Souveränität grundlegende Unterscheidung der nur dem Kaiser zustehenden „maiestas personalis“ von der „maiestas realis“ vor. Unter seinen Schriften war der von 1602 bis 1617 in insgesamt neun Ausgaben gedruckte „Tractatus de Regalibus“ die bekannteste und meistverbreitete. Die Schrift spielte eine Vorreiterrolle bei der Rezeption und Adaption der Lehren des französischen Staatstheoretikers Jean Bodin († 1596), dem Begründer des modernen Souveränitätsbegriffes und frühen Fürsprecher des Absolutismus, im Reich. Die Arbeit „Exegesis juris civilis ad method. institutionum – juris feudalis, – juris canonici“ erschien 1617. Im Laufe der Zeit bearbeitete er auch eine große Zahl von sogenannten Responsis und Consiliis, von denen die meisten in die Marburger Consiliensammlung aufgenommen wurden.

## Werke
- De regalibus. 1602 (Latein).
  - De regalibus. Egenolff Emmel, Frankfurt am Main 1617 (Latein, beic.it).

## Ehe und Nachkommen
Regner Sixtinus war mit Elisabeth, einer Tochter des Arztes Wilhelm Sascher in Groningen, verheiratet. Der Ehe entstammten drei Söhne und zwei Töchter:
- Wilhelm Burchard (1572–1652), Jurist, 1632–1634 Hessen-Kasseler Kanzler des Fürstentums Buchen
- Nikolaus (1585–1669), Jurist, Geheimrat, Hessen-Kasseler Rentkammerpräsident
- Johann, Kanoniker in Halberstadt
- Sophie, ⚭ Johann Klein (Jurist, † 1684)
- Elisabeth (1582–1637), ⚭ Philipp Badenhausen (1573–1645)